# Iron Man 2 (ścieżka dźwiękowa)
Iron Man 2 – album hardrockowej grupy muzycznej AC/DC, będący ścieżką dźwiękową do filmu o tej samej nazwie. Płyta ukazała się 19 kwietnia 2010 nakładem Columbia Records. Tylko dwie piosenki z albumu „Shoot to Thrill” i „Highway to Hell” wykorzystano całkowicie, a piosenkę „Back in Black” wykorzystano w pierwszej części Iron Man.
W Polsce album osiągnął certyfikat złotej płyty.

## Lista utworów
1. „Shoot to Thrill” – 5:17
2. „Rock ’n’ Roll Damnation” – 3:37
3. „Guns for Hire” – 3:26
4. „Cold Hearted Man” – 3:34
5. „Back in Black” – 4:16
6. „Thunderstruck” – 4:53
7. „If You Want Blood (You’ve Got It)” – 4:37
8. „Evil Walks” – 4:23
9. „T.N.T.” – 3:34
10. „Hell Ain’t a Bad Place to Be” – 4:15
11. „Have a Drink on Me” – 3:57
12. „The Razors Edge” – 4:23
13. „Let There Be Rock” – 6:07
14. „War Machine” – 3:10
15. „Highway to Hell” – 3:28

## DVD Deluxe Edition
1. „Shoot to Thrill” (Iron Man 2 version)
2. „The making of «Shoot to Thrill» music video”
3. „Highway to Hell” (Live at River Plate Stadium, Buenos Aires, 2009)
4. „Rock ’n’ Roll Damnation” (Live at Apollo Theatre, Glasgow, 1978)
5. „If You Want Blood (You’ve Got It)” (Highway to Hell music video, 1979)
6. „Back in Black” (Live at Plaza de Toros de Las Ventas, Madrid, 1996)
7. „Guns for Hire” (Live at Joe Louis Arena, Detroit, MI, 1983)
8. „Thunderstruck” (Live at Donington Park, 1991)
9. „Let There Be Rock” (Live at Plaza de Toros de Las Ventas, Madrid, 1996)
10. „Hell Ain’t a Bad Place to Be” (Live at Circus Krone, Munich, 2003)

## Twórcy
- Angus Young – gitara prowadząca
- Malcolm Young – gitara rytmiczna
- Brian Johnson – wokal
- Phil Rudd – perkusja
- Cliff Williams – gitara basowa
- Bon Scott – wokal (ścieżki 2, 4, 7, 9, 10, 13, 15)
- Mark Evans – gitara basowa (ścieżki 4, 9, 10, 13)
- Chris Slade – perkusja (ścieżki 6, 12)

Podane numery ścieżek nie odnoszą się do DVD Deluxe Edition.